# Різьбове з'єднання
Різьбове́ з'є́днання, нарі́зеве з'є́днання — розбірне нерухоме з'єднання деталей машин за допомогою нарізі, у якому одна з деталей має зовнішню нарізь, а інша — внутрішню.
Нарізеве з'єднання є найпоширеніші з'єднання деталей машин. Широке їх застосування у машинах і механізмах пояснюється їхньою простотою й надійністю, зручністю регулювання, затягання, а також можливістю їх розбирання й повторного складання без заміни деталі.

## Види нарізевих з'єднань

### За видомнарізі
У нарізевих з'єднаннях використовується метрична і дюймова нарізь різних профілів в залежності від технологічних завдань з'єднання. Нарізь, утворена на циліндричній/конічній поверхні, називається циліндричною/конічною. Залежно від системи розмірів нарізей їх і відповідні з'єднання поділяють на метричні, дюймові, трубні тощо.
Залежно, від призначення нарізі і нарізеві з'єднання поділяють на три групи:
- кріпильні;
- кріпильно-ущільнювальні;
- спеціальні.

Контур перерізу нарізі в площині, що проходить через її вісь (вісь ґвинта), називається профілем нарізі. Розрізняють п'ять основних профілів нарізі:
- трикутна;
- упорна;
- трапецоїдна;
- прямокутна;
- кругла.

Якщо на видимій частині циліндра (конуса) ґвинтова поверхня піднімається зліва направо, то нарізь називають правою, а якщо справа наліво, то лівою.
Залежно від кількості витків, що виходять з основи циліндра, нарізі бувають:
- однозахідні;
- двозахідні;
- багатозахідні.

### За видом нарізевих деталей
Нарізеві з'єднання за видом з'єднувальних деталей поділяються:
- болтове з'єднання;
- ґвинтове з'єднання;
- шпилькове з'єднання.

## Характеристики нарізевих з'єднань

### Переваги
До переваг нарізевих з'єднань відносяться:
- технологічність;
- взаємозамінність;
- універсальність;
- надійність;
- масовість.

### Недоліки
До недоліків нарізевих з'єднань слід віднести:
- самовідґвинчування при перемінних навантаженнях, що вимагає застосування спеціальних засобів стопоріння.
- отвори під кріпильні деталі як нарізеві так і гладкі викликають концентрацію напружень у матеріалі скріплюваних деталей.
- для ущільнення (герметизації) з'єднання, необхідно використовувати додаткові технічні рішення.